# Jacopo Melani
Jacopo Melani (6. července 1623 Pistoia – 18. srpna 1676 tamtéž) byl italský zpěvák, varhaník a hudební skladatel.

## Život
Narodil se 6. července 1623 v Pistoii jako nejstarší syn Domenica a Camilly Giovannelli do rodiny významných hudebníků. Měl šest bratrů, kteří se všichni zabývali hudbou. Kromě Jacopa se proslavili zejména bratři skladatel Alessandro Melani a zpěvák Atto Melani. Zprvu byl znám zejména jako zpěvák. V letech 1644–1645 působil spolu se svým bratrem v Paříži u dvora kardinála Mazariniho. Po návratu do Pistoie se stal varhaníkem a později i kapelníkem v katedrále sv. Zena (Cattedrale di San Zeno).

## Opery
- Helena rapita da Theseo, dramma musicale (1652 Benátky, Teatro Santi Giovanni e Paolo),
- Intermezza k La donna più costante, commedia (1655/56 Florencie, Accademia dei Sorgenti)
- Il Potestà di Colognole, dramma civile rusticale (libreto G. A. Moniglia, 1657 Florencie, Teatro della Pergola; jako La Tancia. Il pazzo per forza, 1673 Bologna)
- Scipione in Cartagine, dramma musicale (libreto G. A. Moniglia, 1657 Florencie, Accademia dei Sorgenti)
- Il vecchio balordo (Il vecchio burlato), dramma civile (libreto G. A. Moniglia, 1659 Florencie, Teatro della Pergola)
- Ercole in Tebe, festa teatrale (libreto G. A. Moniglia, 1661 Florencie, Teatro della Pergola)
- Amor vuol inganno, dramma musicale (libreto G. A. Moniglia, 1663 Florencie)
- Il Girello, dramma musicale burlesco (libreto Filippo Acciauoli, prolog zkomponoval Alessandro Stradella, 1668 Řím, Palazzo Colonna)
- Il ritorno d'Ulisse, dramma musicale (libreto G. A. Moniglia, 1669 Pisa, Palazzo dei Medici)
- Enea in Italia, dramma musicale (libreto G. A. Moniglia, 1670 Pisa)
- Tacere et amare, dramma civile musicale (libreto G. A. Moniglia, 1674 Florencie, Accademia degli Infuocati)